# Burg Taggenbrunn

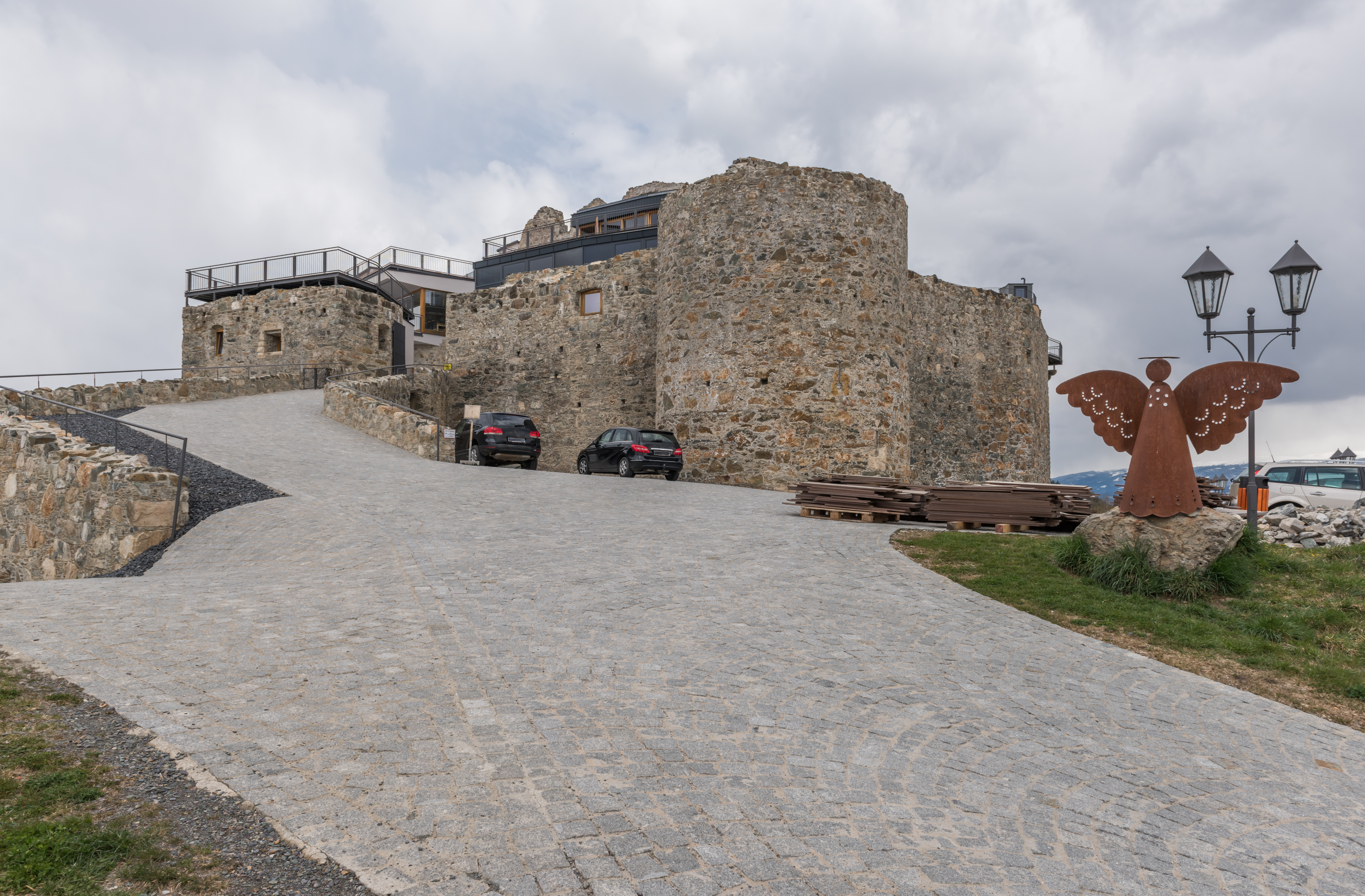
Burg Taggenbrunn nach dem Umbau zum Veranstaltungszentrum

Die Burg Taggenbrunn ist die Ruine einer Höhenburg auf dem Gemeindegebiet von Sankt Georgen am Längsee bei Sankt Veit an der Glan in Kärnten, Österreich. Mittlerweile wurde die Burg kernsaniert und dient nun als Austragungsort für die Taggenbrunner Festspiele. Darüber hinaus beherbergt sie einen Gastronomiebetrieb, wie auch eine Kunstausstellung.

## Geschichte
Durch eine Schenkung Ludwigs des Deutschen wurde Salzburg im Jahr 860 Besitzer dieser Gegend. Taggenbrunn wurde auf den Überresten einer keltisch-römischen Ringwallsiedlung (6. Jahrhundert vor Christus) im ersten Drittel des 12. Jahrhunderts von Tagenus von Pongau im Auftrag des Erzbistums Salzburg erbaut.

Grundriss der Burgruine Taggenbrunn

Erstmals ist Taggenbrunn 1142 urkundlich erwähnt (Rahuinus de Takkenbrunnen), ausdrücklich als Burg benannt (Castrum Takenbrunne) im Jahr 1157. In der Fehde zwischen dem Elekten Philipp von Spanheim und Bischof Ulrich von Seckau um das Erzbistum Salzburg, in die auch Herzog Ulrich III. von Kärnten zugunsten seines Bruders Philipp eingriff, wurde die Burg 1258 zerstört und 1268 wieder aufgebaut. Im Aufstand Ulrichs von Heunburg gegen Herzog Albrecht I. und Herzog Meinhard von Kärnten 1292 wurde der Kärntner Herzogssohn Ludwig gefangen genommen und kurzzeitig vom Salzburger Erzbischof Konrad IV. in Taggenbrunn inhaftiert. 1308 wurde Otto von Liechtenstein-Murau zum Landeshauptmann von Kärnten berufen und Salzburg räumte diesem Taggenbrunn als Wohnsitz ein: Kärnten wurde von Taggenbrunn aus regiert.
1479 öffnete Erzbischof Leonhard von Keutschach den Ungarn, mit denen er gegen Kaiser Friedrich III. verbündet war, die Feste Taggenbrunn, die anschließend von der kaiserlichen Truppe zerstört wurde. Bis 1494 verblieb Taggenbrunn in kaiserlichem Besitz. Zu diesem Zeitpunkt gab Friedrichs Sohn, Maximilian I., Taggenbrunn wieder an das Erzbistum Salzburg. Der Ausbau der Burganlage erfolgte von 1497 bis 1503 zu einer modernen Befestigung unter Erzbischof Leonhard von Keutschach, der auch als wichtigster Bauherr für den endgültigen Ausbau der Festung Hohensalzburg in ihrer heutigen Größe verantwortlich zeichnete. Im Nahbereich wurden weiters ein Getreidespeicher, das Pfleg- und das Marhaus errichtet, die heute noch in ihrer ursprünglichen Form erhalten sind. Speziell der Getreidespeicher ist baulich dadurch interessant, dass er als einer der letzten dieser Größe in der nahen und weiteren Umgebung gut erhalten ist. Die schweren Dachschiefer ruhen nach wie vor auf dem originalen Dachstuhl.
Salzburger Hauspfleger und Amtsleute saßen auf Taggenbrunn bis 1692. 1796 wurde Taggenbrunn erstmals als Ruine bezeichnet. Als durch den Reichsdeputationshauptschluss 1803 Salzburg als souveränes Fürstentum zu bestehen aufhörte, fiel Taggenbrunn an Österreich und wurde Staatsdomäne. 1858 kaufte Antonie von Reyer Taggenbrunn, im Jahr 1883 ging Taggenbrunn in den Besitz der Familie Paulitsch und im selben Jahr an die Familie Kleinszig über.

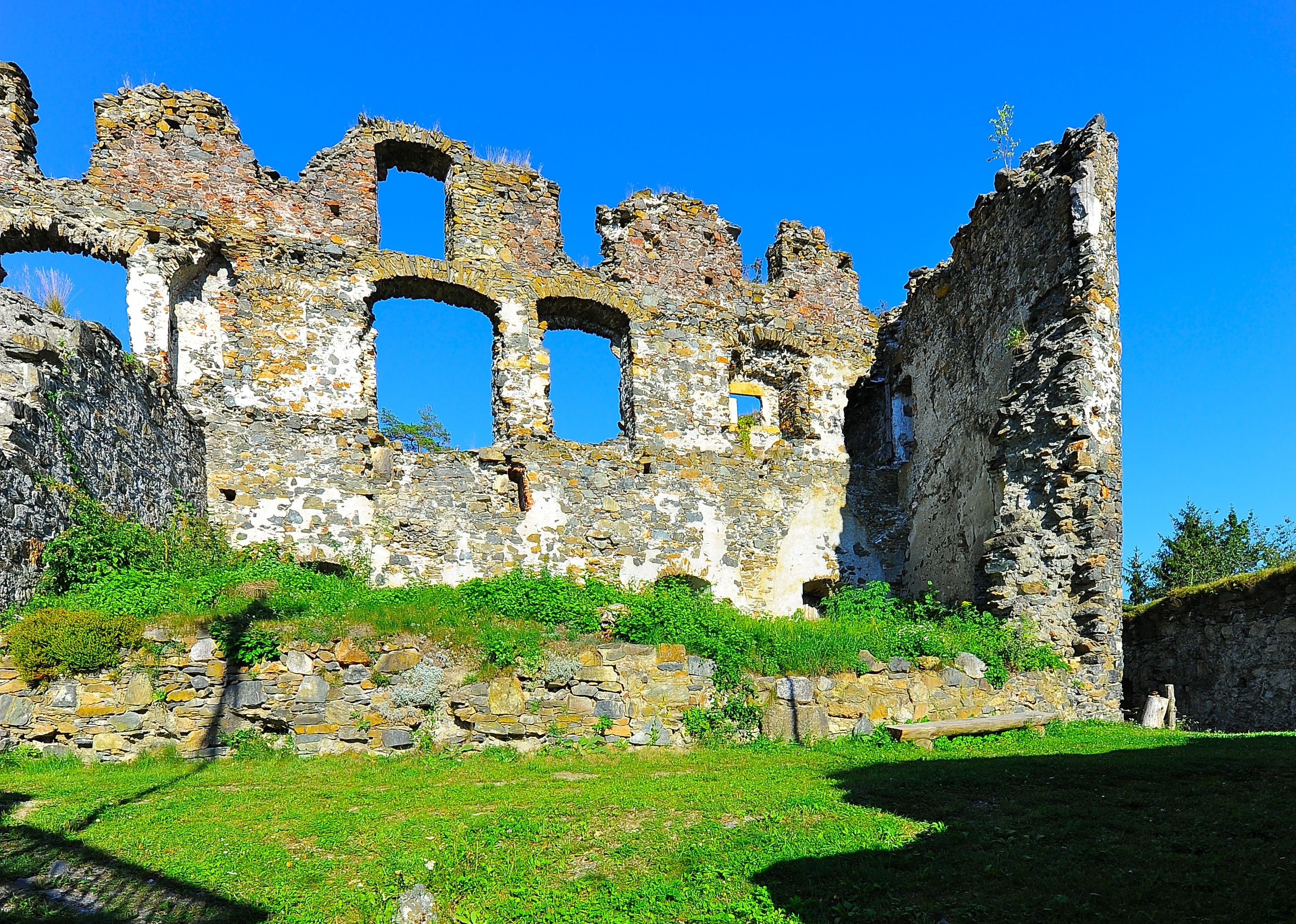
Burgruine vor der Sanierung

## Gegenwart
Im Jahr 2011 kaufte der Unternehmer Alfred Riedl (Jacques-Lemans-Uhren) Taggenbrunn. Seither renoviert die Familie Riedl die Burg Taggenbrunn und umliegende Gebäude. In drei Jahren wurde das Verkosthaus restauriert und im April 2015 eröffnet. Mittlerweile sind rund 45 ha Weinanbaufläche rund um die Burg Taggenbrunn entstanden.
In der Burg befinden sich an die Ausstellungsräume angeschlossen ein Uhrengeschäft sowie ein Bistro.

## Kulturzentrum und Festspielhaus
Die Taggenbrunner Festspiele im restaurierten Burgssaal wurde erstmals 2019 abgehalten und fokussieren sich vor allem auf Klassik, Jazz sowie auch Operninszenierungen.

Das Areal des Jacques Lemans Weingut Taggenbrunn

Mit dem österreichischen Künstler André Heller wurde 2021 die Ausstellung Zeiträume initiiert, welche sich mittels Animationstechnik und Multimediagraphik dem Wandel des Planeten annimmt und über ökologische Missstände sowie den Folgen des Klimawandel aufklären will.